# Menandre (gnòstic)
Menandre va ser un heretge gnòstic, deixeble de Simó el Mag que va viure als segles I i II.
Justí diu que Menandre era samarità, d'un lloc anomenat Caparetea, i que va ser deixeble de Simó. Li atribueix també la pràctica de la màgia. Sembla que va tenir la seva activitat principal a Antioquia. Administrava un baptisme que segons ell, donava la immortalitat. Es presentava ell mateix com a Salvador, i sembla que aquesta actitud va provocar que els simonians reivindiquessin per a Simó el Mag diversos títols soteriològics o de salvació. També afirmava, diu Ireneu de Lió, la transcendència de Déu i atribuïa la creació del món als àngels. El seu gnosticisme sembla d'arrel jueva i no cristiana.